# Biała Skała (Tatry)

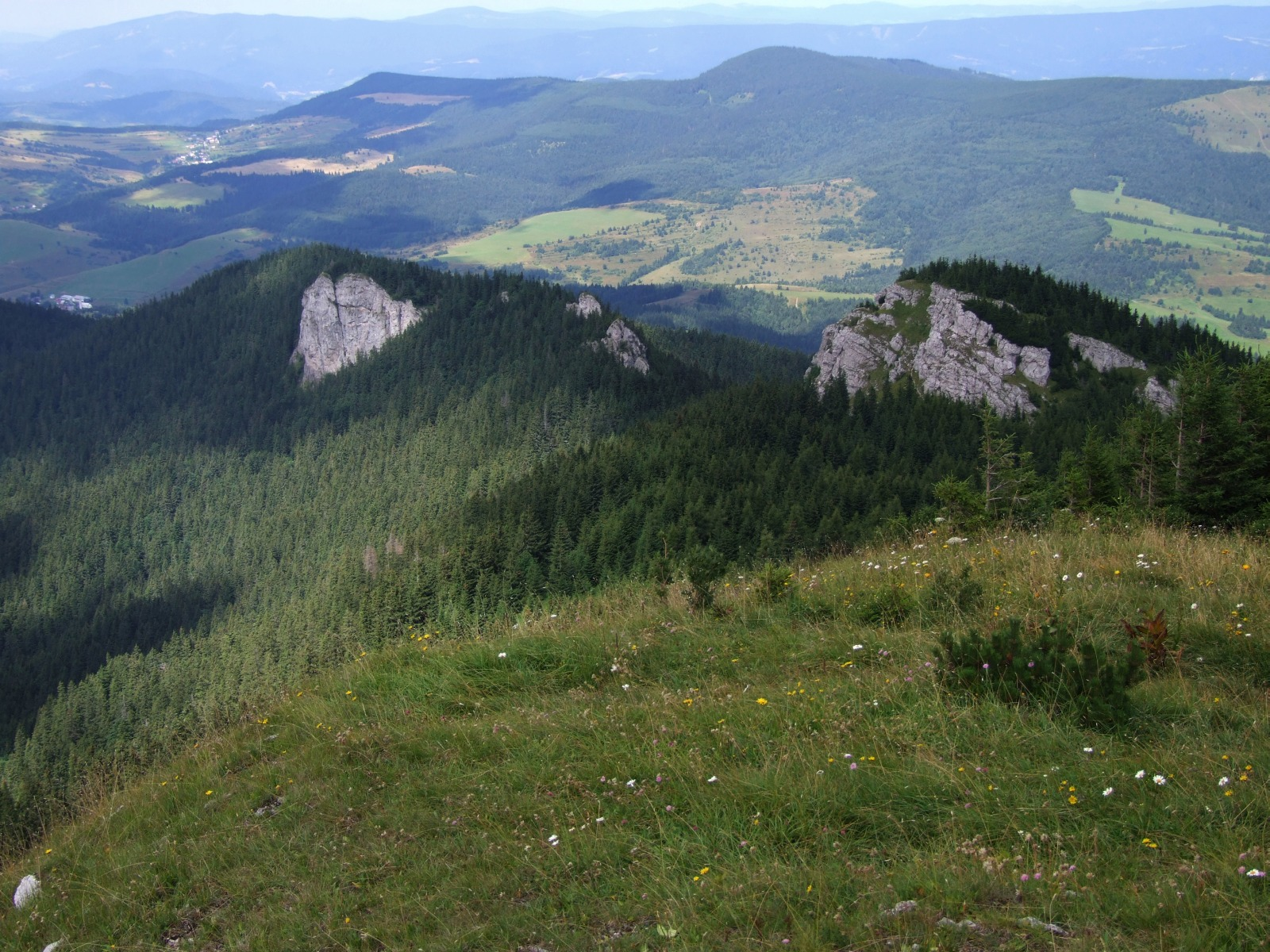
Od lewej: Jaworzyńska Kopa, Mała Biała Skała i Biała Skała

Biała Skała (słow. Biela Skala, 1378 m) – skaliste wypiętrzenie na zachodnim końcu grani głównej słowackich Tatr Zachodnich.

## Topografia
Po wschodniej stronie Białej Skały znajduje się Biała Przełęcz (1320 m), po zachodniej stronie przełęcz Białe Wrótka (ok. 1240 m). Za Białymi Wrótkami znajduje się druga jeszcze, niższa turnia – Mała Biała Skała. Na wielu mapach Biała Skała jest błędnie lokalizowana i podawana jest nieprawidłowa jej wysokość. Według słowackiej mapy zlokalizowana jest po zachodniej stronie Białych Wrótek z wysokością 1316 m (a więc w miejscu Małej Białej Skały), polska mapa z kolei błędnie lokalizuje przełęcz Białe Wrótka.
Biała Skała wznosi się nad trzema dolinami. W północnym kierunku odchodzi od niej długa Upłazkowa Grań (Upłaziki), opadająca do Małego Ostrego Gronia. Grań ta oddziela Dolinę Siwą od Doliny Spadowego Potoku. Południowe zbocza Białej Skały opadają do głębokiej Doliny Suchej Sielnickiej.

## Opis szczytu
Nazwa  Białej Skały pochodzi od koloru budujących ją skał. Masyw tworzą wapienie i dolomity choczańskie. Skały porasta bogata wapieniolubna roślinność. Istnieją też niewielkie jaskinie, największa z nich tzw. Baňáryho štólňa jest wg badającego ją Wojciecha W. Wiśniewskiego naturalną jaskinią pogłębioną przez poszukiwaczy skarbów. Dawniej pod Białą Skałą miał domek poeta i filozof słowacki Hroboň Samo Bohdan (1820–1894).
Dawniej wśród miejscowej ludności silnie ugruntowane było przekonanie o występowaniu na Białej Skale żył złota. Często była ona też penetrowana przez poszukiwaczy skarbów zbójnickich. Słowak, niejaki Július Baňáry znalazł stare zapiski o zgromadzonych tutaj skarbach i rozpoczął ich poszukiwanie. Za zarobione w Ameryce pieniądze w latach 20. XX wieku wynajął pomocników i wraz z nimi przekopywał groty skalne. Stracił wszystkie pieniądze, skarbów nie znalazł. Mimo to uporczywie, na wpół obłąkany, jeszcze po wojnie poszukiwał tutaj skarbów, korzystając z pomocy chłopców z Zuberca.
Otaczające Białą Skałę doliny i grzbiet górskie były wypasane już w XVII wieku przez mieszkańców wsi Chlebnice. Należały do Hali Biała Skała. Biała Skała jest dobrym punktem widokowym na Orawę, Liptów, Góry Choczańskie. Na Tatry Zachodnie widoki ograniczone po Osobitą, Babki i Siwy Wierch.
Przez Białe Wrótka prowadzi szlak turystyczny. Omija on po południowej stronie szczyt Białej Skały, turyści jednak często wspinają się na jej łatwo dostępny, niższy wierzchołek.

## Szlaki turystyczne
– czerwony: Wyżnia Huciańska Przełęcz – Białe Wrótka –  Biała Skała, Siwy Wierch.
- Czas przejścia od szosy z Wyżniej Huciańskiej Przełęczy na Białą Skałę: 1:15 h, ↓ 45 min
- Czas przejścia z Białej Skały na Siwy Wierch: 1:45 h, ↓ 1:15 h